# Liste der Baudenkmäler in Paderborn
Die Liste der Baudenkmäler in Paderborn enthält die denkmalgeschützten Bauwerke auf dem Gebiet der Stadt Paderborn im Kreis Paderborn in Nordrhein-Westfalen (Stand: 2011). Diese Baudenkmäler sind in der Denkmalliste der Stadt Paderborn eingetragen; Grundlage für die Aufnahme ist das Denkmalschutzgesetz Nordrhein-Westfalen (DSchG NRW).

Die Liste ist nach Stadtteilen sortiert.

## Teillisten

Stadtbezirke und -teile der Stadt Paderborn

- Liste der Baudenkmäler in Paderborn-Kernstadt
- Liste der Baudenkmäler in Paderborn-Schloß Neuhaus
- Liste der Baudenkmäler in Paderborn-Elsen
- Liste der Baudenkmäler in Paderborn-Wewer
- Liste der Baudenkmäler in Paderborn-Sande
- Liste der Baudenkmäler in Paderborn-Marienloh
- Liste der Baudenkmäler in Paderborn-Dahl
- Liste der Baudenkmäler in Paderborn-Neuenbeken
- Liste der Baudenkmäler in Paderborn-Benhausen